# Laosaurus
Laosaurus  (gr. “lagarto de piedra”) es un  género de dinosaurios ornitópodos neornistisquios que vivió a finales del período Jurásico, hace aproximadamente entre 160 y 145 millones de años, desde el Oxfordiense y Titoniense, en lo que es hoy Norteamérica. Se han encontrado en la formación de Morrison, Como Bluff, Wyoming. A lo largo de la historia ha tenido varias especies, pero ninguna ha sido oficialmente aceptada, fue creado por Marsh en 1878, para restos fósiles del
Marsh en 1878 nombró a su nuevo género, Laosaurus celer, a partir de nueve centros vertebrales de cola parciales y dos completos, que concluyó que provenían de un animal "de tamaño zorro", YPM  1874, encontrado por Samuel Wendell Williston en Como Bluff, Wyoming en rocas de la Formación Morrison. En el mismo año, nombró a otras dos especies, Laosaurus gracilis, originalmente basada en un centro vertebral posterior, un centro vertebral de cola y parte de un cúbito y Laosaurus altus, originalmente basado en una pelvis, extremidades posteriores y dientes, YPM 1876. Una revisión realizada por Peter Galton en 1983 encontró que el tipo de L. gracilis constaba de trece centros vertebrales de la espalda y ocho de la cola, y porciones de ambas extremidades posteriores. Charles Gilmore había asignado restos adicionales, incluyendo un esqueleto parcial, CM  11340, a Laosaurus gracilis en función del tamaño, pero Galton transfirió los restos a otros taxones, asignando el esqueleto a Dryosaurus.
Marsh regresó al género en 1894, cuando restos adicionales lo convencieron de que L. altus merecía su propio género, Dryosaurus, y que había otra especie presente, L. consors, basado en YPM 1882, un esqueleto parcial también de Como Bluff. En 1895, acuñó a la familia Laosauridae para su género, pero finalmente se consideró sinónimo de Hypsilophodontidae.
Charles Gilmore en 1909 asignó un fémur juvenil, USNM 5808 a L. gracilis, y en 1925 agregó el esqueleto parcial CM 11340 a L. gracilis, según el tamaño, pero Galton transfirió el fémur a Othnielia y el esqueleto a Dryosaurus en 1983. Gilmore también describió la quinta y última especie, Laosaurus minimus, nombre de la especie por su pequeño tamaño, basada en NMC  9438, un miembro posterior izquierdo parcial y fragmentos vertebrales de la Formación Oldman, Cretácico superior, edad media del Campaniano, de Alberta, Canadá. En ese momento, sin embargo, se pensaba que la localidad de descubrimiento estaba en la Formación Blairmore del Cretácico Inferior, lo que puede explicar en parte por qué Gilmore eligió asignar los restos al género jurásico tardío Laosaurus. Loris Russell en 1949 señaló la nueva información geológica y cuestionó la asignación genérica, y recomendó que se denominara "Laosaurus" minimus. Descubrió que se parecía más a Hypsilophodon , del Cretácico Inferior de Wealden, Inglaterra.
Las siguientes publicaciones importantes que mencionaron a Laosaurus prominentemente fueron de Galton. En 1977, asignó L. consors y L. gracilis a su nuevo taxón Othnielia rex. y en 1983 redescribió la mayor parte del material y reasignó parte de él, como se describió anteriormente. Galton en 1983 es también una de las fuentes de la hipótesis "Troodon como ornitópodo carnívoro" de principios de la década de 1980, porque asigna L. minimus a Troodon, con base en evidencia no publicada. Esto se vincularía con la confusión de los huevos Orodromeus/Troodon que ocurrió posteriormente, que finalmente se resolvió como individuos de Troodon que comían individuos de Orodromeus en su sitio de anidación, los embriones troodóntidos se confundieron con embriones de hipsilofodóntido. L. celer fue evaluado como dudoso por Galton, un estado que ha mantenido en las últimas revisiones importantes.
Se han producido otros dos desarrollos. Primero, L. minimus es visto como una posible segunda especie o espécimen de Orodromeus por Sues y Norman, 1990, aunque los restos son demasiado escasos para estar seguros. En segundo lugar, Galton, en una revisión de 2007, declaró que Othnielia rex se basaba en restos no diagnósticos y desplazó los restos de diagnóstico al nuevo taxón Othnielosaurus consors, una nueva combinación basada en el esqueleto parcial original de L. consors.

### Sumario taxonómico
- Laosaurus celer (especie tipo) = nomen dubium para un ornitópodo basal.[14]
- Laosaurus altus = Dryosaurus altus.[7]
- Laosaurus consors = Othnielosaurus consors.[16]
- Laosaurus gracilis = nomen dubium
- Laosaurus minimus = nomen dubium para un ornitópodo basal posiblemente sinónimo de Orodromeus.[13]